# Måløv
Måløv er en københavnsk forstad. Forstaden er en del af Storkøbenhavn og har 8.681 indbyggere (2006), heraf 6.438 i Ballerup Kommune og 1.523 i tilstødende bebyggelser i Furesø Kommune, som udgør den nordlige del af bebyggelsen Jonstrup. Måløv er i dag sammenvokset med den sydlige naboby Smørumnedre til et byområde.
Byens særkende er den gamle kirke Måløv Kirke.

## Etymologi
Måløv omtales første gang 25. marts 1193 under navnet Malefa, den 11. november 1334 som Maløghæ. Navnet kommer af målhøj i betydningen mål af māl, en sag forelagt på tinge, og -høj, det vil sige "tingsted".

## Historie

### Forhistorie
Siden oldtiden har der boet mennesker omkring Måløv, det beviser de mange gravhøje på egnen og de mange arkæologiske fund og udgravninger, der er foretaget.

### Middelalderen
I middelalderen tilhørte al jorden omkring Måløv Hvideslægten. Det menes at Absalons farbror Ebbe Skjalmsen havde sin hovedgård i Knardrup, og det var hans søn Sune Ebbesen, der opførte Måløv Kirke i ca. 1150.
Måløv Kirke er byens ældste bygning, og dele af kirken blev opført allerede i begyndelsen af 1100-tallet, men blev først bygget helt færdig mellem år 1200 og 1250.

### Under enevælden
I 1682 bestod Måløv landsby af 13 gårde og 9 huse uden jord. Det samlede dyrkede areal udgjorde 463,7 tønder land skyldsat til 128,37 tønder hartkorn. Dyrkningsformen var trevangsbrug.
Ifølge folketællingerne boede der i 1787 kun 211 personer i Måløv Sogn. I 1801 var indbyggerantallet steget til 313 personer. I slutningen af 1700-tallet var det især udstykningerne af de større gårdes markområder og overdrevsområder mod øst, der fik husmandsfamilier fra den nærmeste omegn til at slå sig ned i Måløv, især jordløse fra Ballerup.
I 1800-tallet var det udelukkende landbruget, man levede af, og man levede godt i Måløv. Ifølge en beskrivelse fra 1836 var velstanden betydelig bedre i Måløv, end den var i hovedsognet Ballerup. I 1800-tallets sidste halvdel begyndte der at ske forandringer. Vareproduktionen blev i højere grad tilpasset det københavnske marked.

### Stationsbyen
I 1879 anlagdes jernbanen fra København til Frederikssund forbi Måløv. Med anlæggelsen af jernbanen og en bedre Frederikssundsvej fik man udvidet kontakten til omverdenen. Nu kunne man med tog levere daglige landbrugsvarer og mælkeprodukter til københavnerne, og den daglige postforbindelse og telefonen var medvirkende til begyndende forandringer i Måløv i starten af 1900-tallet. Ved århundredeskiftet oplyses, at Måløv havde "Kirke, Skole, Jærnbane- og Telegrafstation".
I første halvdel af 1900-tallet voksede Måløv kun langsomt: i 1906 havde Måløv stationsby 264 indbyggere, i 1911 295 indbyggere, i 1916 399 indbyggere fordelt på 76 huse, i 1921 385 indbyggere, i 1925 391 indbyggere, i 1930 480 indbyggere fordelt på 121 husstande, i 1935 724 indbyggere fordelt på 188 husstande, i 1940 899 indbyggere fordelt på 251 husstande.
I 1911 havde Måløv 295 indbyggere, heraf ernærede 82 sig ved landbrug, 73 ved håndværk og industri, 50 ved handel og 27 ved transport. I 1930 havde Møløv 480 indbyggere, hvoraf 76 levede af landbrug, 181 af håndværk og industri, 60 af handel, 62 af transport, 16 af immaterial virksomhed, 25 af husgerning, 45 var ude af erhverv og 14 havde ikke oplyst næringsvej.

### Byudviklingsplanlægning
Frem til afslutningen af 2. verdenskrig havde Måløv bevaret sit præg af en mindre stationsby.
Den fremadskridende byudvikling i tilknytning til hovedstaden fik også betydning for byplanlægningen. Da den såkaldte "Fingerplan" - Skitseforslag til Egnsplan for Storkøbenhavn - blev offentliggjort i 1947 med sit forslag om at samle den fremtidige byudvikling i hovedstadsområdet langs banelinjer, blev det også forudsat, at Måløv med jernbanestation på længere sigt ville forblive en satellitby i lighed med Ballerup, mens Skovlunde ville vokse til at udgøre et sammenhængende forstadsområde sammen med Herlev. Fingerplanen førte til vedtagelse af byreguleringsloven i 1949, som forudsatte nedsættelse af et byudviklingsudvalg for Københavns-egnen til planlægning af den fremtidige byudvikling i Hovedstadsområdet i form af en såkaldt byudviklingsplan.
Den 6. oktober 1949 nedsattes et byudviklingsudvalg for Københavns-egnen, som den 2. maj 1951 offentliggjorde "Betænkning vedrørende Partiel Byudviklingsplan nr. 2 for Københavns-egnens byudviklingsområde". Da Måløv havde station på jernbanen, regnedes byen som et af de steder, der trafikmæssigt var hensigtsmæssigt for byudvikling, og under indtryk af, at området var byggemodnet i form af kloakering, og at byudviklingen forudsattes ikke at være i konflikt med frednings- og friluftsinteresser, blev udpeget byudviklingsområder i tilknytning til byen syd og især nord for jernbanen lagt i mellemzone, det vil sige skulle kunne inddrages til bebyggelse på længere sigt. Det var forudsat, at Måløv fortsat skulle udgøre et særskilt byområde.
Den oprindelige byudviklingsplan blev senere opdateret med "Betænkning vedrørende Partiel Byudviklingsplan nr. 6 for Københavns-egnens byudviklingsområde" fra 1965, som for Måløvs vedkommende forudsatte en kraftig udbygning af både områderne mellem jernbane og landevej og tillige nord for landevejen, hvorved Måløv ville blive et samlet byområde, som var væsentlig større end oprindeligt forudset. Det blev forudset, at der skulle udlægges et aflangt parkareal til rekreationsformål mellem Ballerup og Måløv. I planen indgik fortrinsvis områder til boliger mens områder til industri blev lagt i forbindelse med Ballerup-Skovlunde.
I 1945 havde Måløv 860 indbyggere fordelt på 237 husstande, i 1950 945 indbyggere fordelt på 300 husstande, i 1955 1.130 indbyggere fordelt på 343 husstande, i 1960 1.672 indbyggere (samt 642 i Måløvhøj by, i alt 2.351 indbyggere) mens Måløv Sogn i 1965 havde 2.827 indbyggere fordelt på 823 husstande.
Forandringerne betød, at nye erhvervsgrupper kom til byen, produktionsvirksomheder, handlende og håndværkere kom til. Bl.a. købmandsfirmaet Jørgen Andersen, Schous Fabrikker på Korsvejgård og Eskebjerggård, Hindsgaul og Cheminova samt Værløse-lejren og Værløse flyveplads i nabokommunen nogle få kilometer nord for byen. Denne udvikling skabte nye job og arbejdspladser. Denne udvikling betød, at Måløv efterhånden udviklede sig til en villaby, idet store dele af Måløv Sogn i 1960'erne blev udbygget med villaområder henholdsvis mod nord, øst og syd men uden indbyrdes sammenhæng.

### Cheminova
I 1944-46 opførte Cheminova en ny fabrik på Måløv Byvej 229-233 i Måløv. Her koncentrerede produktionen sig om fremstillingen af insektgifte, da en række tyske patenter indenfor dette område var blevet frigivet med de allieredes sejr over Nazi-Tyskland. Cheminova fik imidlertid problemer med naboerne og kommunen i Måløv, som mente at fabrikkens spildevand truede vandmiljøet, og blandt andet derfor flyttedes virksomheden til Harboøre Tange i Vestjylland i 1953.

### Eskebjerggård
I årene 1972-75 kom Måløvs største etageboligbebyggelse til verden, nemlig det almennyttige byggeri Eskebjerggård. Indbyggermæssigt, bebyggelsesmæssigt og på erhvervsudviklingsområdet fik Måløv nu for alvor præg af forstad.
I 1995 havde Måløv 6.324 indbyggere. Den mest markante stigning i ældre tid, skete på baggrund af tilflytninger udefra. Ifølge den seneste kommunale optælling fra 2005 var der 7.858 personer i Måløv. Det forventes at indbyggerantallet vil nærme sig 9000 personer i år 2010.

## Grønne områder
Måløv har stadig mange grønne områder og marker omkring sig. Så selvom byen i dag adskiller sig i både omfang og karakter fra dengang Måløv var landsby og stationsby, så er sporene fra de svundne tider lette at finde. Måløv er således stadig en by på landet, og som nogle borgere i Måløv udtrykker det: "en dejlig by at bo i".

## Måløv Bylaug
Måløv Bylaug har til formål at bidrage til udviklingen af byen på fornuftig og harmonisk måde, som tilgodeser både indbyggernes og kommunens interesser.

## Kendte personer fra Måløv
- Trine Gregorius – Journalist og tv-vært
- Birgitte Simonsen − Skuespiller
- Peter Gulløv - Radiovært, DR
- René Henriksen - Landsholdspiller i fodbold
- Nicoline Sørensen - Landsholdspiller i fodbold
- Jan Jung - Spillefilmsinstruktør